# Das Wandern ist des Müllers Lust

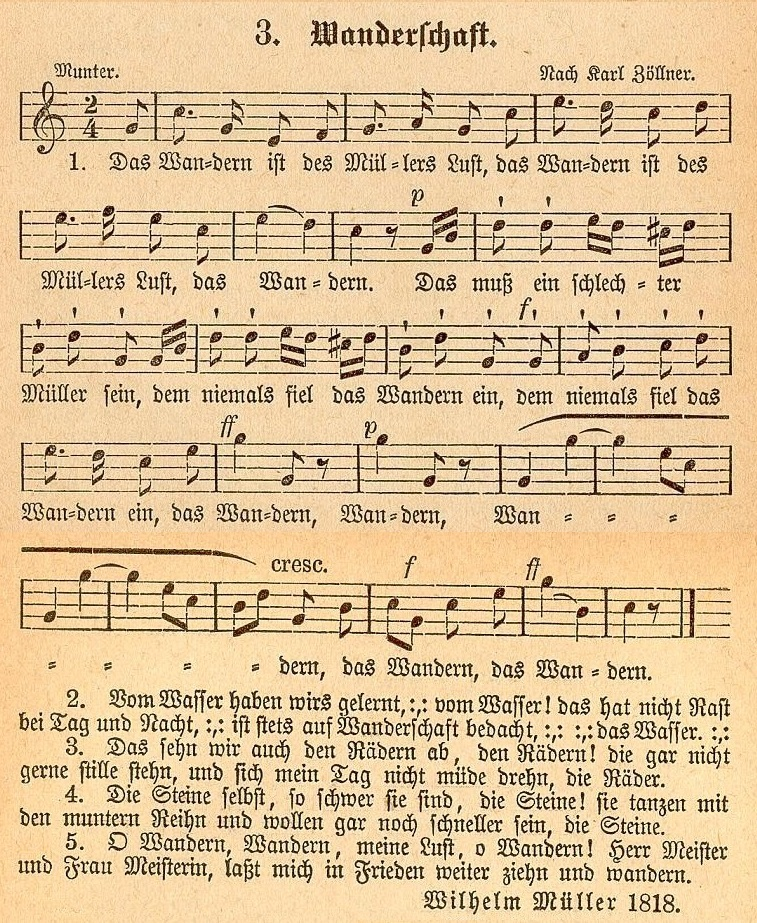
Das Wandern ist des Müllers Lust in einem Liederbuch von 1877

Das Wandern ist des Müllers Lust ist die erste Zeile eines Gedichtes des deutschen Dichters Wilhelm Müller, das er 1821 unter dem Titel Wanderschaft als Teil der Gedichtsammlung Die schöne Müllerin in dem Sammelwerk Sieben und siebzig Gedichte aus den hinterlassenen Papieren eines reisenden Waldhornisten veröffentlichte. Das Gedicht wurde zuerst 1823 von Franz Schubert unter dem Titel Das Wandern als Teil des Liederzyklus Die schöne Müllerin vertont. In der Folgezeit vertonten verschiedene Komponisten das Gedicht, unter ihnen Heinrich Marschner, Otto Nicolai und Karl Hellmuth Dammas.
Im Jahr 1844 vertonte der Leipziger Musiklehrer Carl Friedrich Zöllner bei einem Aufenthalt am Mühlenwehr in Oldisleben den Müllerschen Text als vierstimmigen Chorsatz für Männerchöre. In dieser Fassung wurde das Lied zu einem der bekanntesten deutschsprachigen Wander- und Volkslieder.

## Entstehung des Textes
Der Anfang des Gedichtzyklus der Schönen Müllerin geht zurück auf das poetische Gesellschaftsspiel Rose, die schöne Müllerin, das im Herbst 1816 im Hause des Berliner Staatsrats Friedrich August von Staegemann uraufgeführt wurde. Inspiriert von Giovanni Paisiellos Oper La molinara veröffentlichte der Komponist Ludwig Berger wenig später den Stoff als Liedspiel. Während seines Studienaufenthaltes in Italien schrieb Müller auf Bitten von Berger weitere Textvorlagen zu diesem Thema und vollendete den Zyklus 1820 in Dessau. Im Kontext dieses Zyklus zeigt sich, dass der Text nicht nur ein unbeschwertes Wanderlied ist, sondern dass es im Kern den Zwang zur Wanderschaft von Handwerksgesellen und deren Sehnsucht, Ruhe zu finden, behandelt.

## Denkmal

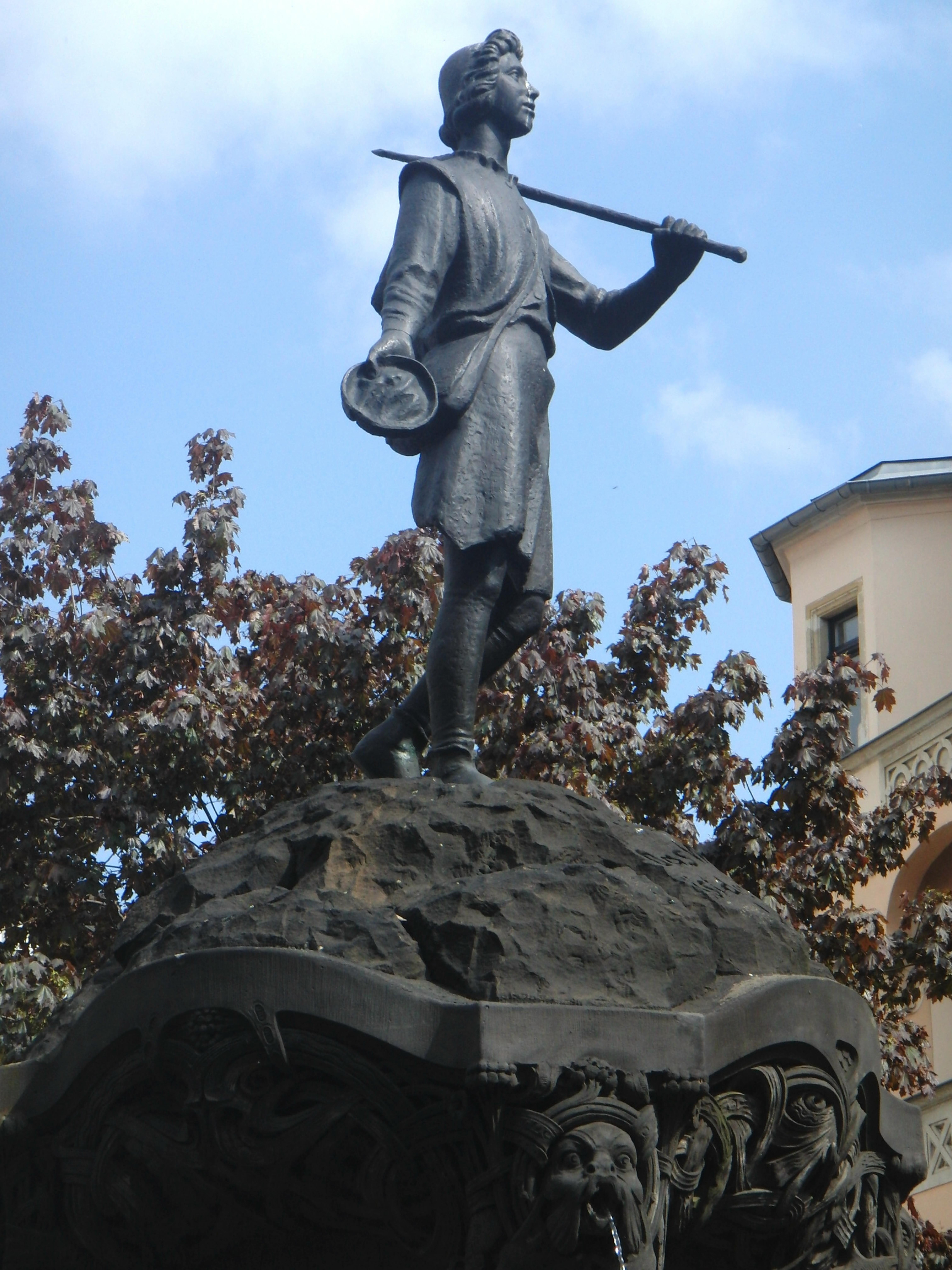
Müllerbrunnen in Dresden-Plauen

Auf dem Müllerbrunnen in Dresden-Plauen ist der Anfang des Texts zu sehen.